# Ménil-Hermei
Ménil-Hermei is een gemeente in het Franse departement Orne (regio Normandië) en telt 176 inwoners (2004). De plaats maakt deel uit van het arrondissement Argentan.

## Geografie
De oppervlakte van Ménil-Hermei bedraagt 6,5 km², de bevolkingsdichtheid is 27,1 inwoners per km².
De onderstaande kaart toont de ligging van Ménil-Hermei met de belangrijkste infrastructuur en aangrenzende gemeenten.

## Demografie
Onderstaande figuur toont het verloop van het inwonertal (bron: INSEE-tellingen).